# Xã Rutland, Quận Kane, Illinois
Xã Rutland (tiếng Anh: Rutland Township) là một xã thuộc quận Kane, tiểu bang Illinois, Hoa Kỳ. Năm 2010, dân số của xã này là 18.806 người.